# Melba (Idaho)
Melba – miasto w Stanach Zjednoczonych, w stanie Idaho, w hrabstwie Canyon.